# Football Club Hammamet
Pour les articles homonymes, voir FCH.
 (août 2024).
Si vous disposez d'ouvrages ou d'articles de référence ou si vous connaissez des sites web de qualité traitant du thème abordé ici, merci de compléter l'article en donnant les références utiles à sa vérifiabilité et en les liant à la section « Notes et références ».
Maillots
Le Football Club Hammamet (arabe : نادي كرة القدم بالحمامات), plus couramment abrégé en FC Hammamet, est un club tunisien de football fondé en 2001 et basé dans la ville de Hammamet.
Il évolue durant la saison 2017-2018 en Ligue III.
Il joue au stade municipal d'Hammamet qui possède une capacité de 2 000 places.

## Histoire
La section de football, parent pauvre de l'Association sportive d'Hammamet plus intéressée par le handball et le basket-ball, est souvent gelée et même dissoute en 2001. Cette décision amène les amateurs de football de la ville, à l'instar de Radhouan Boudhina, Abdelkader Salah et Hmida Guembri, à créer un club spécialisé en football. Guembri assume différentes fonctions : entraîneur, président et directeur technique. Le club joue alors en division 1 (5e) poule Sousse, de 2003 à 2005, puis en division 1 (5e) poule Cap-Bon, de 2006 à 2008, année au cours de laquelle il termine second et monte en division d'honneur ; il y passe quatre saisons, avant de monter en Ligue III, où il ne passe qu'une seule saison, avant d'accéder en Ligue II.

## Palmarès
| Compétitions nationales |
| --- |
| - Championnat de Tunisie de troisième division (Centre, 1) - Champion : 2013 - Championnat de Tunisie de quatrième division (Tunis - Nord-Est, 1) - Champion : 2012 |

## Personnalités

### Présidents
- 2003-2005 : Radhouane Boudhina
- 2005-2009 : Abdelkader Salah
- 2009-2011 : Hmida Guembri
- 2011-2013 : Abdelkader Salah
- depuis 2013 : Ahmed Chaâbani

### Entraîneurs
- 2003-2005 : Hmida Guembri
- 2005-2006 : Hassib Ammar
- 2006-2008 : Hmida Guembri
- 2008-2009 : Habib Jendoubi puis Hmida Guembri
- 2009-2010 : Najmeddine Boukadida puis Fayçal Mekki
- 2010-2011 : Ameur Derbal
- 2011-2013 : Hmida Guembri
- 2013-2015 : Hmida Guembri puis Nabil Ferchichi
- 2015-2016 : Hassen Gabsi
- 2016 : Néji Jerad puis Ridha Jeddi
- 2016-2017 : Anis Boujelbene
- depuis 2017 : Naoufel Merheban